# Licus Vallis
Licus Vallis je údolí či bývalé řečiště na povrchu Marsu v oblasti Mare Tyrrhenum. Jeho rozměry přesahují 350 km na délku, 2 km na šířku a 150 m do hloubky. Je pojmenované podle řeky Lech protékající přes Německo a Rakousko, vallis je označení z latiny pro údolí.
Údolí vychází z impaktního kráteru o průměru asi 30 km a směrem k svému druhému konci se postupně svažuje. Jeho strmost ale není po celé délce stejná: spodní část klesá asi čtyřikrát strměji než vrchní a kolem 12. kilometru od vrchního konce se nachází zlom, kde na dvou kilometrech klesne dno údolí asi o 200 metrů. Na vnitřních stranách údolí byly rozpoznány terasovité vrstvy táhnoucí se desítky kilometrů, tyto vrstvy mají naznačovat nejméně dvojí formování údolí tekutou vodou.
Viditelné vrstvy údolí naznačují velmi intenzivní erozi způsobenou vodou, která svým výsledkem mnohem předchází následným vlivům eroze působící na tvar celého údolí. Síť údolí Lucis Vallis je charakteristická přítomností svraštělých hřebenů odkazujících na postupné vysychání geologické oblasti.
Podle Goudgeho a Fassetta tak bylo Licus Vallis nejdříve vyhloubeno vodou z přetékajícího 1000–10000 km² velkého jezera, načež přeteklo i menší jezero ve výše zmíněném impaktním kráteru, jeho vody se napojily na existující údolí a dotvořily jej; to by vysvětlovalo pozvolnější průběh údolí ve vrchní části i zlom na 12. kilometru.